# Noetova barka
Noetova barka (hebrejsko תיבת נח, latinizirano: Tevat Noach; arabsko سفينة نوح, latinizirano: Safina Nuh) je ladja katero je po bibličnem izročilu, zgradil Noe na ukaz Boga da reši sebe, svojo družino in zemeljske živali pred vesoljnim potopom.
1. Mojzesova knjiga v poglavjih 6-9 govori, kako je Bog poslal veliko poplavo da uniči zemljo zaradi človeške zlobnosti in zaradi nasilja. Bog je rekel Noetu, pravičnemu možu v svojem rodu, naj zgradi veliko ladjo da reši svojo družino in po dve živali vsake vrste. Bog je dal podrobna navodila za ladjo in po njeni dograditvi je poslal po dve živali vsake vrste k Noetu na ladjo. Bog je potem poslal poplavo ki se je dvigovala dokler niso bile pokrite vse gore in večina živih bitij, razen morskih, je umrla. Potem se je po 40 dnevih in 40 nočeh dežja in 150 dnevih naraščanja ter kipenja vode »Bog spomnil Noeta«, vode so upadle in prikazala se je kopnina. Noe, njegova družina in živali so zapustili ladjo in Bog je prisegel da nikoli ne bo več poslal potopa da z njim uniči Zemljo.
V 1. Mojzesovi knjigi piše »In ladja je obstala sedmi mesec, sedemnajsti dan meseca na gorovju Araratskem (CHR).« Mnogi, tudi turška vojska so preiskovali goro Ararat, toda na njej niso našli ostankov ladje. Toda Biblija natančno piše o 'gorovju' Ararat. 1. Mojzesova knjiga 8:4, CHR
Amaterski raziskovalec Ron Wyatt se je 17 let po članku v reviji LIFE leta 1977 odpravil na to področje, kjer naj bi odkril več velikih sidrnih kamnov, ostanke Noetovega prebivališča z nagrobnikoma in bivališčem ter ostanke Noetove ladje. Turška vlada mu je na uradni slovesnosti leta 1986 podelila priznanje za odkritje ladje ter območje razglasila za narodni park Noetove ladje. Arheologi so na podlagi natančnejših analiz njegove najdbe dokazali, da so domnevni ostanki popolnoma naravne strukture, kljub temu pa Wyattov inštitut še vedno trdi da so najdbe avtentične. Po tistem je barko na območju iskalo še več posameznikov in organizacij, a nihče ni našel zadovoljivega dokaza za njen obstoj oz. so se njihove trditve izkazale za potegavščino.